# Kata Tüttő
Kata Tüttő (maďarsky Tüttő Kata;* 28. února 1980, Budapešť) je maďarská ekonomka a levicová politička, dlouholetá členka a místopředsedkyně Maďarské socialistické strany (MSZP), od roku 2002 členka zastupitelstva Budapešti, od roku 2019 místoprimátorka (zástupkyně) budapešťského primátora Gergelye Karácsonye. V roce 2023 ji magazín Forbes umístil na 9. místo v žebříčku nejvlivnějších maďarských žen ve veřejném životě.

## Biografie
Narodila se v Budapešti, ale své vzdělání započala na škole ve městě Charlottesville, ve státě Virginie v USA, kde pracoval její dědeček – fyzik István Tüttő. Po návratu do Maďarska dokončila povinnou docházku na Alkotás Utcai Általános Iskola v Budapešti, poté byla mezi lety 1994 až 1998 studentkou Tamási Áron Általános Iskola és Gimnázium, kde také odmaturovala. Již během středoškolských studií vstoupila do Maďarské socialistické strany.
V letech 1998 až 2003 studovala ekonomii na Budapesti Gazdasági Egyetem. V roce 2005 získala diplom v oboru mezinárodní vztahy – evropská studia na Zsigmond Király Egyetem (dnes Milton Friedman Egyetem). V letech 2005 až 2010 studovala ekonomii na Budapesti Corvinus Egyetem.

### Politika
Do MSZP vstoupila roku 1997 ještě před maturitou. Od roku 2002 je členkou zastupitelstva hlavního města Budapešti.
V komunálních volbách 2019 byla na základě politické dohody kandidátkou "sjednocené opozice" (Momentum–DK–MSZP–Párbeszéd–LMP) na post starostky V. obvodu hlavního města Budapešti, kdy se ziskem 42,47% utrpěla porážku od úřadujícího starosty Pétera Szentgyörgyvölgyiho (Fidesz–KDNP), který získal 52,49% hlasů.
Dne 5. listopadu 2019 byla zastupitelstvem zvolena místoprimátorkou (zastupkyní) primátora Gergelye Karácsonye (Párbeszéd) odpovědnou za chod města.

### Volby do EP
- Ve volbách do Evropského parlamentu 2009 byla na 19. místě kandidátní listiny MSZP.
- Ve volbách do Evropského parlamentu 2014 byla na 10. místě kandidátní listiny MSZP.
- Ve volbách do Evropského parlamentu 2019 byla na 5. místě kandidátní listiny koalice MSZP–Párbeszéd.
- Ve volbách do Evropského parlamentu 2024 kandiduje na 1. místě kandidátní listiny MSZP.[3]

## Soukromý život
Je svobodná, má dvě děti. Jejím bývalým partnerem je podnikatel Tamás Leisztinger.
Vedle rodné maďarštiny hovoří také anglicky, německy a španělsky.